# 知財経営
知財経営（ちざいけいえい、英語: Management of Intellectual Properties）とは、知的財産を源泉とし、経営戦略の一環として研究開発戦略や事業戦略と連動させながら知財戦略を構築し、企業の競争力を高める経営を指す。
近年では、知財経営をIPランドスケープ（Intellectual Property Landscape ）と呼ばれる場合もあり、知財経営を実践したGAFA（Google、Amazon.com、Facebook、Apple Inc.）は、巨大な企業に成長することに成功した。

## 概要
日本では、2002年2月には小泉内閣の下で「知的財産戦略会議」が設置され、同7月には日本初の「知的財産戦略大綱」（以下、「知財戦略大綱」と略称）が決定し発表され、同12月には「知的財産基本法」が公布された。そういう中で、知財戦略や技術経営などの重要性が一層認知されて、知財経営をめぐる議論も見られ始めた。たとえば、知財経営とは、「知財を中心とした知の経営」（岡田依里 2003）、「知財によって事業競争力を強化する経営手法」（鮫島正洋 2009）、「知財を創造し、それを活用することにより事業を強くする経営」（丸島儀一 2011）、「企業の経営活動の中で、回収の得られない知財開発論や権利の保護に重点を置く知財法務論に偏らず、競争的な優位性の構築、維持、強化と商品かサービスの事業展開に資する戦略的な知財の創出、保護及び活用を活かした経営 」（張輝 2013、張輝 2014）などがあげられる。

## 知財経営理論
知財経営理論について考究ているものは少ないが、鮫島正洋 (2009)は次のように解説している（抜粋）。
知財経営による事業競争力向上は、どのようなステップの連鎖を経て生じるのであろうか。このステップの連鎖を研究することが知財経営実現の道のりであり、組織の知財力を考える際の基本的セオリとなる。知財経営理論（知財による事業競争力の向上）を実現する際には、少なくとも以下のステップが必要と考えられる。第一、技術開発テーマを決める際に、将来の市場規模及び必須特許取得可能性という二つの観点からマーケティング調査を行い、開発テーマを決定するステップ。第二、技術開発の成果を知財として保護するステップ。第三、取得した知財を現実のビジネスに適用し、事業競争力を得るステップ、という3つの要素が最低限必要である。
知財経営論は、特許権による参入障壁（特許ポートフォリオ）を形成しつつ、事業を進める事業方針、すなわち、技術開発と同時に将来の参入障壁の形成のために特許を積極的に取得することを中核とした考え方であり、この定量的効果としては市場の独占を前提として大きなリターンが期待できる。このためには「必須特許ポートフォリオ理論」を理解する必要があるが、必須特許ポートフォリオ論は知財経営論の結果として得られる組織の知財力を、同業他社との関係で評価する際のセオリである。一製品一特許型、一製品多特許型という指標により、事業分野によって修正を加える必要がある。そこで、大事なことは、「必須特許」という概念を要因分解した要件論を構築することにより、より明快な管理指標・管理プロセスの構築が可能になることである。

## 問題提起
日本企業の知財戦略について考える際の問題点として、張輝 (2013)、張輝 (2014)は経営学及び実学的なアプローチから次のように指摘している。
第一に、知財戦略ではなく特許戦略に止まっている点である。今日でも、知財戦略に関する議論、書籍、セミナー、論文等の中で、知財戦略を表現しながらも、実際は特許権を中心とした「特許」戦略研究が非常に多く、「知財」戦略研究は少ない。特許権、著作権、商標権、営業秘密など、多様な知的財産権には共通点もあるが、経営的に言えば相違点の方が大事である。
第二に、経営論をベースに置く研究が少ない点である。今日、知財戦略、とりわけ特許戦略を題とする論考の中でも、実質的には知財一般や特許法務等を展開するものが多い。法的側面を中心に／ベースに展開される「法律論」または「法律論＋α」も重要で不可欠だが、「死の谷」を越えるために、企業の競争力の増強に繋ぐ戦略的な「創出論」や「活用論」、言い換えれば「知財経営」論が非常に少ない。
第三に、知財戦略の担い手に対する深耕の不足である。知財戦略の担い手と言えば、企業の知財部門や知財関係者が連想される場合が多く、実質的には知財部門や知財関係者が主導した「法律論」や「手続論」が少なくない。経営戦略や事業戦略に組み込まれるような知財戦略になるよう、事業部門のキーマンにも向けるべきである。「隔靴掻痒」のような知財戦略？論に終止符を打たなければならない。

## GAFA（Google、Amazon.com、Facebook、Apple Inc.）にみる知財経営
知財経営を実践したGAFA（Google、Amazon.com、Facebook、Apple Inc.）は、巨大な企業に成長することに成功した。GAFAは、知財経営によって、企業価値を上げることを目的に、企業の競争力を高める手段を講じた。知財経営は、GAFAに多くの富をもたらした。